# Rolf Gregor
Rolf Gregor, född Rolf Gregor Lundström 11 juni 1918 i Örebro, död 23 mars 2007 på samma ort, var en svensk skådespelare.
Han spelade bland annat en lång rad småroller på Dramaten 1943–1957. Han gjorde sammanlagt sex filmroller mellan 1942 och 1948.

## Filmografi
- 1942 – Jacobs stege
- 1943 – Natt i hamn
- 1944 – Kungajakt
- 1944 – Klockan på Rönneberga
- 1946 – Ballongen
- 1948 – Intill helvetets portar

## Teater

### Roller
| År   | Roll          | Produktion                                     | Regi                | Teater                |
| ---- | ------------- | ---------------------------------------------- | ------------------- | --------------------- |
| 1938 |               | Glada änkan i 12:an Siegfried Fischer          | Siegfried Fischer   | Klippans sommarteater |
| 1938 | Bob           | Min hustru doktor Carson St. John Greer Ervine | Harry Roeck-Hansen  | Blancheteatern        |
| 1948 | Kyparen       | En vildfågel Jean Anouilh                      | Rune Carlsten       | Dramaten              |
| 1952 | En annan jude | De vises sten Pär Lagerkvist                   | Alf Sjöberg         | Dramaten              |
| 1952 | Spikmakaren   | Harlekino och Harlekina Else Fisher            | Kurt-Olof Sundström | Dramaten              |